# Pismo mongolskie

Słowo Monggol zapisane pismem klasycznym

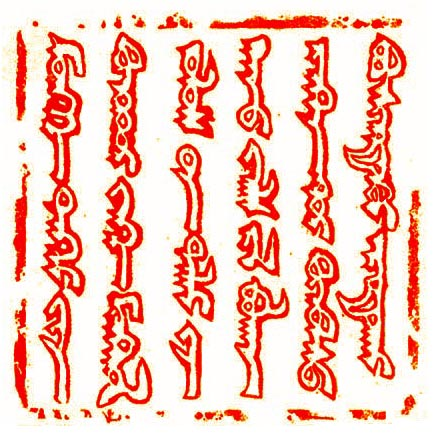
Pieczęć Wielkiego Chana Gujuka na liście do papieża Innocentego IV. Tekst w klasycznym piśmie mongolskim głosi: „Mocą Wiecznego Nieba [Tengri]. Rozkaz [jarłyk] panującego nad światem władcy kana] wielkiego państwa mongolskiego jeke monggol ułus]. Kiedy dotrze do ludzi poddanych i ludzi nie poddanych, niechaj go słuchają i boją się”

Pismo mongolskie (, Монгол бичиг, Mongol biçig) – tradycyjne pismo używane do zapisu języka mongolskiego, utworzone około 1204 na podstawie alfabetu ujgurskiego.

## Historia
Składa się z około 30 liter (samogłosek i spółgłosek), z których większość występuje w 3 wariantach – na początku, w środku i na końcu słowa. Wyrazy zapisywane są z góry na dół i od lewej do prawej.
W 1648 Mongol biçig zaktualizowano do potrzeb ówczesnego języka mongolskiego. Dodano nowe znaki, a istniejące stały się bardziej czytelne. Nowy alfabet nazywany jest Todo biçig (Тодo бичиг). Adaptowano go do zapisu języka kałmuckiego.
Od 1946 pismo mongolskie w Mongolii zastąpione jest zmodyfikowaną cyrylicą.
Obecnie używa się go tylko do zapisu języka mongolskiego i języka ewenkijskiego na obszarach Mongolii Wewnętrznej, a odmiany Tod biçig używają Ojraci.
|  |  |